# 퀴리 온도
퀴리 온도(Curie temperature) 혹은 퀴리점(Curie point)은 강자성체가 강자성 상태에서 상자성(常磁性, paramagnetism) 상태로 변하거나 그 반대로 변하는 전이온도를 말한다. 자석같은 강자성체를 퀴리온도 이상으로 가열하면 자석으로서의 성질을 잃는다. 명칭은 발견자인 프랑스의 물리학자 피에르 퀴리의 이름에서 딴 것이다. 자석의 재료가 되는 물질을 조절하면 퀴리 온도를 어느 정도 바꿀 수 있다.
퀴리 온도 이상에서는 자발자화를 가지지 않는 데 비해 이보다 낮은 온도에서는 자발 자화를 가진다. 이런 의미에서 자기변태점(磁氣變態點)이라고도 한다. 이 온도에서는 일반적으로 큰 비열이 나타나며, 압력과는 거의 관계가 없다.

## 발생 원인
퀴리 온도 이상에서 상자성이 나타나는 이유는 원자의 열에너지가 자기 모멘트의 결합에너지와 같아져서 자기모멘트가 결합하지 못하기 때문이다. 자기 모멘트의 결합 에너지는 스핀을 같은 방향으로 정렬시키려고 하지만, 원자의 열 에너지는 정렬된 상태를 흐트려뜨리려 하므로, 두 에너지가 상반되는 효과를 나타낸다. 퀴리 온도는 이 두 에너지가 같아지는 임계 온도로, 이 이상의 온도에서는 열 에너지가 결합 에너지보다 더 커지기 때문에 자기 모멘트가 정렬된 상태로 존재할 수 없다. 이 상황에서는 물체의 알짜 자화가 0이 되므로 강자성의 성질을 잃게 된다.

## 강자성 물질의 퀴리온도

### 이론적 유도
자기 (쌍극자)모멘트의 위치 에너지 {\displaystyle U}가 {\displaystyle -\mathbf {m_{o}} \cdot \mathbf {B} }으로 주어지는 것을 이용하여 자기 모멘트의 열평균을 구하면, 물질의 자화와 온도를 연관짓는 랑주뱅 함수(Langevin function)를 도출할 수 있다.
{\displaystyle |\mathbf {M} |=Nm_{0}[\coth {y}-{\frac {1}{y}}].}
여기서 {\displaystyle N}는 단위 부피당 입자의 수이고, {\displaystyle y}는 자기 모멘트 {\displaystyle m_{o}}, 진공의 투자율 {\displaystyle \mu _{o}}, 미시적 H {\displaystyle H_{m}}, 볼츠만 상수 {\displaystyle k}, 온도 {\displaystyle T}에 대해
{\displaystyle y={\frac {m_{o}\mu _{o}H_{m}}{kT}}}
로 정의된 값이다.
한편 미시적 H {\displaystyle H_{m}}는 물체 안에 작은 구를 잡고, 그 구의 중심에서 측정되는 H라고 할 수 있다. 따라서 미시적 {\displaystyle H_{m}}은 거시적 {\displaystyle H}와, 구 바로 바깥에 있는 입자들이 행사하는 H인 {\displaystyle H_{s}}, 그리고 구 안에 있는 입자들이 행사하는 H인 {\displaystyle H'}의 합으로 나타낼 수 있다. 즉,
{\displaystyle \mathbf {H_{m}} =\mathbf {H} +\mathbf {H_{s}} +\mathbf {H'} }
그런데 강자기성 물체에서는 측정점과 이웃하는 입자들과의 매우 강한 상호작용을 하므로, {\displaystyle H_{s}}와 {\displaystyle H'}를 {\displaystyle M}에 비례하는 값으로 대체할 수 있다:

{\displaystyle \mathbf {H_{m}} =\mathbf {H} +\mathbf {\gamma M} }
위 식을 거시적 H가 0인 경우에 {\displaystyle y}에 대입하면 아래와 같은 식을 얻을 수 있다.

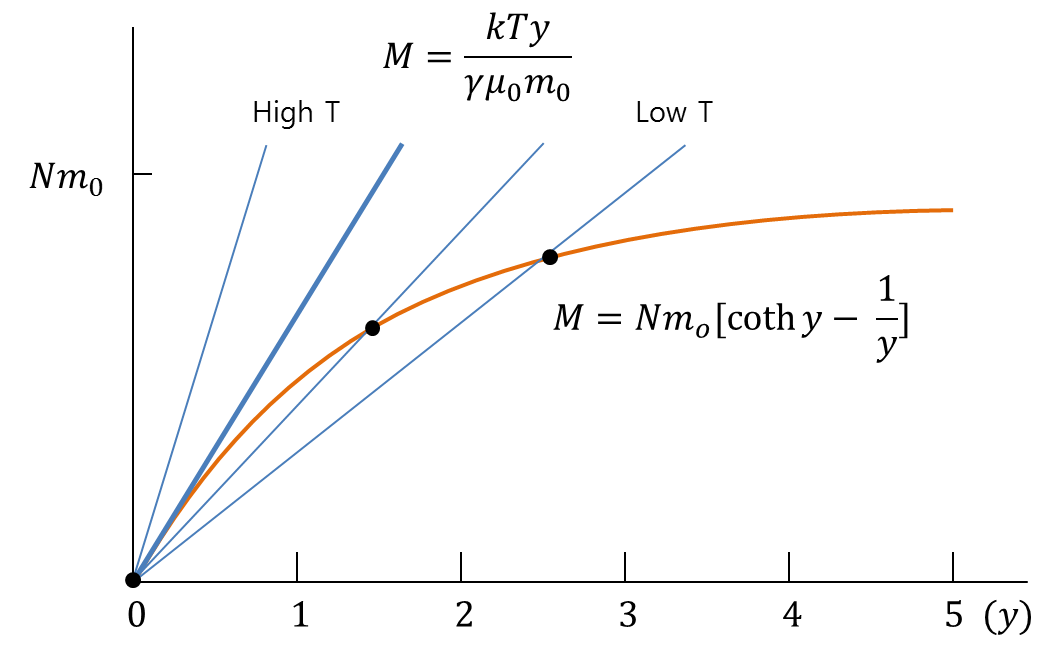
자화 M과 y의 그래프

{\displaystyle y={\frac {m_{o}\mu _{o}\gamma M}{kT}}}
이것으로 {\displaystyle y}와 {\displaystyle M}에 관한 식을 두 개 얻었으므로, 원점이 아닌 곳에서의 이들의 교점이 곧 두 식의 해가 된다. 그런데 그림에서 보이는 것과 같이, 높은 온도에서는 직선과 곡선의 교점이 원점 외에는 없는 것을 알 수 있다. 이 경우는 자발적 자화를 하지 않는 것으로 해석할 수 있다. 반면 낮은 온도에서는 원점 외의 점에서도 교점이 생기는데, 이로 미루어보아 원점에서 직선과 곡선의 기울기가 같아지는 온도가 두 상태의 임계온도인 "퀴리 온도"라고 할 수 있다.
랑주뱅 함수로 기술되는 위의 식을 테일러 전개하여 1차 근사하면
{\displaystyle |M|\sim {\frac {Nm_{o}}{3}}y}
이 된다. 이 식의 기울기와 직선 식의 기울기가 같아지는 온도를 퀴리 온도라고 할 수 있다. 즉,
{\displaystyle T_{c}={\frac {Nm_{0}^{2}\mu _{0}\gamma }{3k}}}
{\displaystyle \gamma }는 물체마다 값이 다르며, 강자기성 물체의 경우 그 값이 거의 1000을 상회한다.

### 실제값
아래는 각각 다른 물질에서의 다양한 퀴리 온도들이다.
| 물질               | 퀴리 온도 (°C) |
| ------------------ | -------------- |
| Iron (Fe)          | 770            |
| Cobalt (Co)        | 1130           |
| Nickel (Ni)        | 358            |
| Iron Oxide (Fe2O3) | 622            |

가돌리늄은 거의 실온인 19 °C 이하에서는 강자성을 띠지만, 그 이상에서는 강한 상자성을 나타낸다.

## 응용

### 농업
벼에 해충이 많아 이를 박멸할 때 응용될 수 있다. 해충은 65°C가 되어야 죽고 벼는 그 이상으로 가열하면 변질되므로 정확하게 65°C까지만 가열해야 한다. 퀴리온도가 65°C인 강자성체 분말을 벼에 뿌린 다음 자기장을 가하면, 전자기유도현상으로 인해 분말에 전기가 생긴다. 그리고 전기저항에 흐르는 전류로 열이 발생하여 벼의 온도가 점점 올라간다. 65°C가 되면 자성을 잃어 전기가 발생하지 않기 때문에 더 이상 온도가 올라가지 않는다.

### 지열 탐사
일반적인 암석의 퀴리 온도는 550°C 정도인데, 지각으로부터 30∼40km의 깊이에서 이 온도에 이른다. 이 성질을 이용하여 자력 탐사 자료로부터 지각 내 깊이를 계산하여 지열 탐사에 이용한다.

### 해저확장설의 증거
해저확장설은 해령에서부터 새로운 해양지각이 만들어짐을 밝히기 위해 지자기 역전을 이용하여 높은온도의 마그마가 해령으로 올라오면서 내부의 강자성 물질이 지구의 자기장 방향으로만 정렬된 것을 이용한다. 이때 온도가 퀴리온도 이하로 내려가면 강자성 물질이 자성 보관됨 2022-05-26 - 웨이백 머신을 갖기 시작한다.

## 참고 문헌
1. ↑  Foundation of Electromagnetic Theory, John R. Reitz, Fredrick J. Milford, Robert W. Christy, 4판, 262-265 쪽
2. ↑  Buschow 2001, page 5021, table 1
3. ↑  The Elements, Theodore Gray, Black Dog & Leventhal Publishers, 2009